# 生方敏郎
生方 敏郎（うぶかた としろう、1882年〈明治15年〉8月24日 - 1969年〈昭和44年〉8月6日）は、日本の随筆家、評論家。政治・社会への風刺を得意とし、太平洋戦争中も軍部に対する皮肉の手を緩めることがなかった。

## 生涯
群馬県利根郡沼田町上之町（現・沼田市上之町）に生まれる。旧制前橋中学校利根分校（現・群馬県立沼田高等学校）、明治学院中学を経て早稲田大学英文科を卒業。在学中からトルストイに傾倒し、アナトール・フランスやドーミエの影響も受けた。
大学卒業の翌1907年（明治40年）に渋川玄耳の紹介で東京朝日新聞記者となる。さらにやまと新聞、大正日日に転じ、早稲田文学記者でもあった。当時のほとんどの雑誌・新聞に随筆、翻訳、評論、小説、雑文を書き、その風刺の効いた文章は読者の支持を集めた。大杉栄とも親しく、『近代思想』にも協力した。
1927年（昭和2年）より個人雑誌『ゆもりすと』を発行。さらに1934年（昭和9年）より個人雑誌『古人今人』を発行し、晩年まで続けた。『古人今人』では1938年（昭和13年）に至っても「愛国行進曲を罵る」と題した評論を載せており、官憲は発送先の制限や落首の禁止は行ったものの、刊行自体は禁止されることなく続けられた。
「現実社会に欠陥のある限りは、諷刺文学は絶えない」という言葉を残した。
墓所は多磨霊園。

## 家族
実家は沼田の薬種商・かどふぢ。
- 義父：生方弥右衛門 - かどふぢ当主。先妻を亡くし、かくを後妻に迎えるが死去。
  - 兄：政五郎 - 弥右衛門と先妻の子。薬剤師。のち弥右衛門を名乗りかどふぢ当主となる[10]。
    - 甥（政五郎の子）：誠 - 薬剤師、かどふぢを継ぐ。群馬県議会議員、沼田町長、国家公安委員を歴任。
    - 義利の姪（誠の妻）：たつゑ - 歌人。
      - 大姪（誠の子）：美智子 - 料理研究家。
- 実父：生方幸助 - 弥右衛門死後にかくが婿として迎えた[5]。
- 母：かく - 戸鹿野村の星野家の出身。弥右衛門の後妻[5]。
- 伯父（かくの兄[4][5]）：星野宗七 - 生糸・蚕種商。
  - 従兄弟（星野宗七の子）：星野光多 - 牧師。敏郎は光多に世話になったことから、自身の息子に光多と名付けた[11]。
  - 従姉妹（星野宗七の子）：星野あい - 津田塾大学学長。

## 著書
- 『竜神丸 海上奇談』菅谷与吉 1912
- 『綱島梁川の病間録』名著評論社 1915（名著梗概及評論）
- 『敏郎集』植竹書院 1915
- 『夏目漱石氏の我輩は猫である』名著評論社 1915 （名著梗概及評論）
- 『人のアラ世間のアラ』米山堂 1917
- 『敏郎対話一円札と猫』日本書院 1918
- 『諷刺・玉手箱を開くまで』日本書院 1919
- 『洋服細民の悲しい笑ひ』日新閣 1920
- 『金持の犬と貧乏人の猫』日本書院 1920
- 『三都見物』日本書院 1921
- 『虐げられた笑』実業之日本社 1922
- 『女性は支配する』日本書院出版部 1923
- 『謎の人生』教文社 1924
- 『福太郎と幸兵衛の対話』春秋社（早稲田文学パンフレツト）　1924
- 『金ゆゑに』共楽社 1925
- 『山椒の粒』実業之日本社 1925
- 『哄笑・微笑・苦笑』大日本雄弁会 1926
- 『明治大正見聞史』春秋社 1926　のち中公文庫
- 『君と僕』大日本雄弁会 1927
- 『東京初上り 生方敏郎集』現代ユウモア全集刊行会 1928
- 『食後談笑』万里閣書房 1928
- 『吸血記』万里閣書房（悪の華文庫）1930
- 『人生を裏から覗けば』さんもん書房 1935
- 『ユーモア人生学』さんもん書房 1936
- 『不景気を笑ふ話』森田書房 1936
- 『源氏と平家 治承四年六月より寿永三年正月まで』古人今人社 1939
- 『源平太平記 読切日本外史』文松堂 1942

## 翻訳
- オスカア、ワイルド警句集 新潮社、1913
- 神曲 ダンテ 読書会 1914（赤門叢書）
- マルコポーロ旅行記 新潮社 1914